# Jenaz (krets)
Jenaz är en krets i distriktet Prättigau/Davos i den schweiziska kantonen Graubünden. Den ligger mitt i dalen Prättigau.
Kretsen bildades 1851 som en efterföljare till tingslaget Castels-Jenaz som i sin tur bildades 1662. Då delades tingslaget Castels, ett tidigare slottslän som 1436 anslutits till Zehngerichtenbund och därmed kommit att dela historia med nuvarande Graubünden, i två tingslag: Castels-Jenaz söder om floden Landquart, och Castels-Luzein (nuvarande kretsen Luzein) norr om densamma. 
Den katolska läran i området utbyttes mot den reformerta under åren 1526-1530. Vid ungefär samma tid tog tyska språket helt över, bland annat som en följd av den inflyttning av walsertyskar som pågått ett par århundraden och medfört att det rätoromanska språket trängts undan.

## Indelning
Jenaz är indelat i tre kommuner:
| Krets Jenaz | Krets Jenaz | Krets Jenaz         | Krets Jenaz |
| Vapen       | Kommun      | Invånare 2012-12-31 | Yta i km²   |
| ----------- | ----------- | ------------------- | ----------- |
| Fideris     | Fideris     | 597                 | 25,36       |
| Furna       | Furna       | 186                 | 33,32       |
| Jenaz       | Jenaz       | 1 141               | 25,91       |